# USS Caldwell (DD-605)
USS Caldwell (DD-605) là một tàu khu trục thuộc lớp Benson của Hải quân Hoa Kỳ đã phục vụ trong suốt Chiến tranh Thế giới thứ hai. Nó là chiếc tàu chiến thứ hai của Hải quân Mỹ được đặt tên theo Đại úy Hải quân James R. Caldwell (1778-1804), người tham gia các cuộc Chiến tranh Quasi với Pháp và Chiến tranh Barbary thứ nhất.

## Thiết kế và chế tạo
Caldwell được đặt lườn tại chi nhánh xưởng tàu của hãng Bethlehem Steel Corporation ở San Francisco, California vào ngày 24 tháng 3 năm 1941. Nó được hạ thủy vào ngày 15 tháng 1 năm 1942; được đỡ đầu bởi cô A. Caldwell, và được cho nhập biên chế vào ngày 10 tháng 6 năm 1942 dưới quyền chỉ huy của Hạm trưởng, Trung tá Hải quân J. F. Newman, Jr..

## Lịch sử hoạt động

### 1942-1943
Vào ngày 11 tháng 9 năm 1942, Caldwell rời San Francisco đi lên phía Bắc trong thành phần hộ tống một đoàn tàu vận tải hướng đến quần đảo Aleut. Trong chín tháng tiếp theo, chiếc tàu khu trục phải chiến đấu chống lại thời tiết khắc nghiệt khi nó hộ tống tàu bè và tuần tra cùng Đội đặc nhiệm 8.6 trong các cuộc truy lùng đối phương không có kết quả tại vùng biển Alaska. Nó đã hai lần bắn phá đảo Attu chuẩn bị cho việc tấn công để tái chiếm đảo này; và khi binh lính thuộc các sư đoàn bộ binh 17 và 32 đổ bộ lên bờ vào ngày 11 tháng 5 năm 1943, họ được che chở từ phía Nam bởi hỏa lực của Caldwell và các tàu khác thuộc Đội đặc nhiệm 16.6. Sau khi chiếm được Attu, con tàu quay trở lại nhiệm vụ hộ tống vận tải; cho đến khi nó nằm trong thành phần hộ tống cho đoàn tàu đưa lực lượng tăng viện đến Kiska, Alaska vào ngày 16 tháng 8 năm 1943, một ngày sau khi mở màn Chiến dịch Cottage để chiếm lại hòn đảo này.
Caldwell rời vùng biển Aleut lạnh giá và đầy sương mù vào tháng 9, đi về phía Nam để gia nhập Lực lượng Đặc nhiệm 15 vào ngày 18 tháng 9, và tham gia hoạt động không kích vốn đã tiêu diệt một nửa số máy bay đối phương tại đảo san hô Tarawa. Sang tháng sau, nó gia nhập Lực lượng Đặc nhiệm 14, lực lượng đặc nhiệm tàu sân bay lớn nhất từng được tập trung, cho đợt bắn phá đảo Wake. Bản thân nó đã bắn phá Peale và Wake cũng như hộ tống các tàu sân bay tung ra các cuộc không kích xuống các đảo này. Sau đó nó bảo vệ cho các tàu đổ bộ LST trong chiến dịch đổ bộ lên Makin thuộc quần đảo Gilbert; và sau khi đưa đoàn tàu đến nơi an toàn vào ngày 21 tháng 11, nó đảm trách tuần tra chống tàu ngầm và phòng không trong một tuần lễ tiếp theo. Nó được một kỳ nghỉ ngắn khi hộ tống một đoàn tàu vận tải đi đến San Francisco.

### 1944
Sau một đợt đại tu ngắn, Caldwell quay trở lại hoạt động cùng Lực lượng Đặc nhiệm 52 trong chiến dịch chiếm đóng Kwajalein và Majuro vào ngày 31 tháng 1 năm 1944. Trong khi đang cơ động liên tục, một đặc điểm của lực lượng đặc nhiệm tàu sân bay, Caldwell đã va chạm với tàu sân bay hộ tống White Plains. Nó tiếp tục ở lại cùng lực lượng đặc nhiệm thêm một tuần lễ trước khi quay trở về Trân Châu Cảng để sửa chữa. Trở ra khơi, nó gia nhập Lực lượng Đặc nhiệm 58 trong các cuộc không kích lên Palau-Yap-Ulithi-Woleai từ ngày 30 tháng 3 đến ngày 1 tháng 4; tấn công New Guinea hỗ trợ cho các cuộc đổ bộ của Lục quân lên đào ngày trong các ngày 22 đến 24 tháng 4; và không kích lên Truk-Satawan-Ponape từ ngày 29 tháng 4 đến ngày 1 tháng 5. Nó tiếp tục tuần tra tại khu vực quần đảo Marshall cho đến giữa tháng 8, khi nó lên đường quay trở về Trân Châu Cảng để bảo trì.
Nhiệm vụ tiếp theo của Caldwell đưa nó đến khu vực Ulithi và Manus để hộ tống các đoàn tàu vận tải tiếp liệu phục vụ cho lực lượng đổ bộ lên Philippines. Vào ngày 11 tháng 12, nó suýt bị một máy bay tấn công cảm tử kamikaze đâm trúng, rồi sang ngày hôm sau, đang khi hộ tống các tàu đổ bộ tại vịnh Ormoc, nó bị đánh trúng đồng thời bởi một máy bay kamikaze đâm vào cầu tàu và mảnh đạn của hai quả bom ném suýt trúng, khiến 33 người thiệt mạng và 40 người bị thương trong đó có hạm trưởng chỉ huy con tàu. Cho dù bị hư hại nặng, các khẩu pháo phía đuôi vẫn tiếp tục chống trả máy bay đối phương trong khi các đội kiểm soát hư hỏng cứu chữa con tàu. Công việc sửa chữa tạm thời được tiến hành tại vịnh San Pedro, Philippines, cho phép nó thực hiện hành trình quay trở về San Francisco để sửa chữa toàn diện và đại tu.

### 1945
Khi sẵn sàng để phục vụ trở lại vào tháng 4 năm 1945, Caldwell hỗ trợ cho việc chiếm đóng Tarakan, Borneo. Nó tiến hành bắn phá Tarakan trong các ngày 11-12 tháng 5, rồi bảo vệ cho hoạt động quét mìn trong vịnh Brunei. Tại đây vào ngày 27 tháng 6, nó làm kích nổ một quả mìn tương tác, nhưng thoát được với hư hại vừa phải và không chịu thương vong. Sau khi được sửa chữa tạm thời tại Victoria, Australia, nó lên đường đi vịnh San Pedro để được sửa chữa triệt để, và có mặt tại đây vào lúc xung đột kết thúc. Nhiệm vụ hộ tống một đoàn tàu đổ bộ đi Okinawa và Leyte được tiếp nối trong tháng 9 và tháng 10, và sau một chuyến viếng thăm vịnh Tokyo, nó lên đường quay trở về Hoa Kỳ. Được cho xuất biên chế và đưa về lực lượng dự bị tại Charleston, South Carolina vào ngày 24 tháng 4 năm 1946, tên của Caldwell được cho rút khỏi danh sách Đăng bạ Hải quân vào ngày 1 tháng 5 năm 1965; và nó bị bán để tháo dỡ vào ngày 4 tháng 11 năm 1966.

## Phần thưởng
Caldwell được tặng thưởng tám Ngôi sao Chiến trận do thành tích phục vụ trong Thế Chiến II.